# 乙女百合
乙女百合（學名：Lilium rubellum），是日本特有的一種百合科百合屬植物，有姬早百合、姬小百合、微紅百合、春百合、會津百合等別稱。

## 特徵與保育
乙女百合的成長高度大約有30至50公分，鱗莖呈卵形，葉子呈廣披針形。開花季節約為6月至8月，花卉呈筒狀橫向生長，顏色主要為淡粉紅色，沒有斑點，直徑約有5至6公分，長度則有8公分。乙女百合擁有濃厚的甜美花香，雖然及不上同樣屬於日本特有百合種的山百合，但亦以此聞名。另外，乙女百合與另一個日本百合品種小竹百合在外貌上頗為相似，不過乙女百合的花瓣前端有微黃的顏色，可以作為二者的區別。
乙女百合屬於日本原生植物，主要分布於宮城縣南部、新潟縣、福島縣、山形縣與及縣界的飯豐山連峰、吾妻山、守門岳附近，是一種稀有的物種。目前野生的乙女百合在日本環境省的保護名錄中被列為近危物種（NT, Near Threatened），而在國際自然保護聯盟的IUCN紅色名錄中則被列為瀕危物種（EN, Endangered）。

## 花語及地方代表
乙女百合的花語為「沒有修飾的自然美」、「純潔」，是5月24日及6月23日的誕生花。另外，乙女百合是下列日本市、町、村的代表花：
- 宮城縣：刈田郡七宿町
- 山形縣：最上郡戶澤村、西村山郡朝日町
- 福島縣：喜多方市（舊耶麻郡熱鹽加納村、舊高鄉村）、舊南會津郡南鄉村
- 新潟縣：東蒲原郡上川村（今阿賀町）、北魚沼郡入廣瀨村（今魚沼市）、南蒲原郡下田村（今三條市）

## 圖鑑

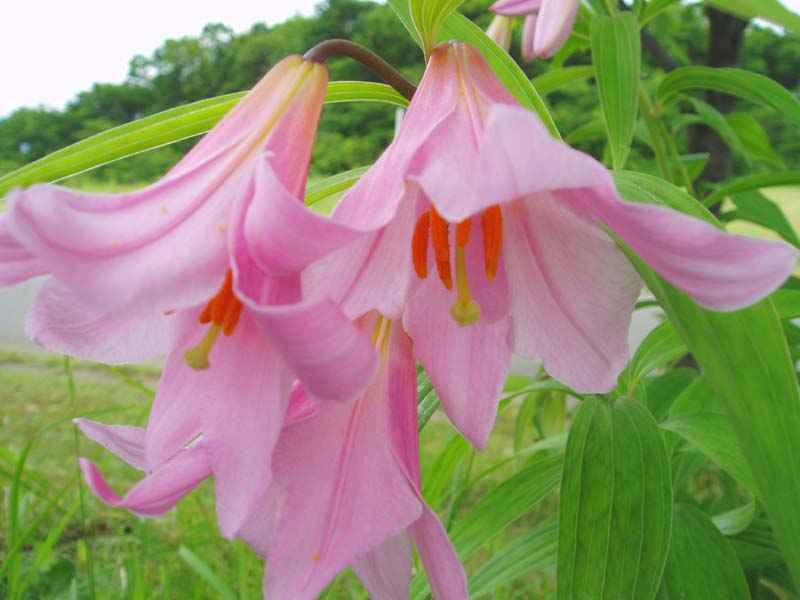
乙女百合
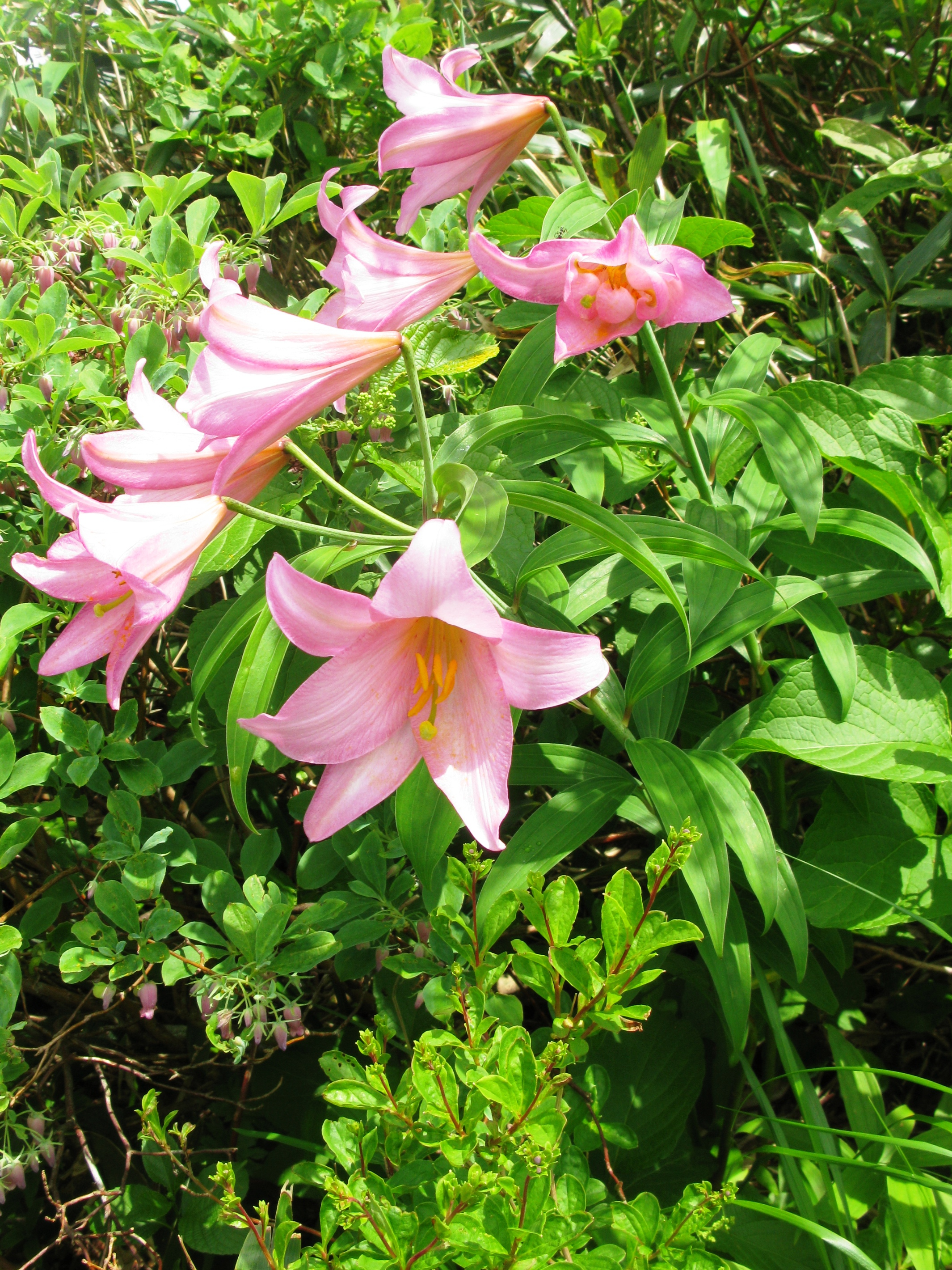
位於福島縣飯豐山的乙女百合

## 備註
1. ↑  .   [2012-01-02]. （原始内容存档于2012-07-15）.

## 外部連結
- （日語）乙女百合介紹（页面存档备份，存于）